# Apples
 (septembre 2010).
Si vous disposez d'ouvrages ou d'articles de référence ou si vous connaissez des sites web de qualité traitant du thème abordé ici, merci de compléter l'article en donnant les références utiles à sa vérifiabilité et en les liant à la section « Notes et références ».
 (avril 2016).
Apples est une ancienne commune suisse et une localité de la commune de Hautemorges, située dans le district de Morges, dans le canton de Vaud.

## Armoiries
La partition d'argent et de gueules veut rappeler l'appartenance d'Apples à l'abbaye de Romainmôtier, cependant que la bande d'or chargée de trois tourteaux de gueules rappelle la famille Dapples ou d'Apples qui, au XIVe ou XVe siècle, émigra à Lausanne[réf. nécessaire].

## Population

### Surnom
Les habitants de la commune sont surnommés les Caque-Pois (lè Caca-Pâi en patois vaudois), cultivés en quantité dans la région, les Caque-à-Part (lè Caquapart), en raison de la morgue des habitants, et les Retrousse-Jupons (lè Trousse-Cotillon).

## Histoire

Vue aérienne d'Apples en 1949.

En 2018, Apples et cinq autres communes de la région ont voté favorablement à une fusion de communes afin de créer la future commune de Hautemorges. La fusion est entrée en vigueur le 1er juillet 2021.

## Hydrographie
Les sources de la Morges et du Curbit se trouvent sur la commune d'Apples[réf. nécessaire].
L'eau ne manque pas à Apples, qui a ses propres sources. Une ancienne carte du village montre 46 puits. Plusieurs villages voisins ont des captages sur le territoire d’Apples[réf. nécessaire].

## Patrimoine bâti
Temple réformé (ancienne église Saint-Pierre), transformé en 1838 par l'architecte François Recordon sur des fondations romanes et pré-romanes. Le clocher est transformé en 1905 par l'architecte Francis Isoz, tandis que les vitraux sont de 1905, par Pierre Chiara, et de 1957, par Bernard Viglino.
Le collège, édifice néoclassique, a été construit en 1859 d'après les plans de l'architecte Louis Simon.
La chapelle catholique Saint-Pierre-et-Paul (route de Yens 25) a été construite en 1963 par Jean Serex, architecte 46° 32′ 58″ N, 6° 25′ 35″ E.

## Entreprises
Plusieurs petites entreprises familiales sont présentes dans la commune (menuiserie, électricité, coiffeur, peinture...), ainsi qu'ETSM SA Établissements Meier, active dans la mécanique de précision.
Des entreprises plus importantes ont par le passé été présentes dans la commune (Logitech y a été fondé en 1981 et quitte après quelques années ; Fischer Connectors quitte en 2008 ; Matthey SA quitte en 2007).

## Loisirs
- Parcours VITA

## Sociétés locales

### Sport
- Archers Associés d'Apples, tir à l'arc
- Cercle Hippique du Pied du Jura, équitation
- FC Pied du Jura, football
- FSG Apples, gymnastique
- Société de Tir Apples, tir à 300 m
- UHC Chiefs Apples, unihockey
- Volley-Apples, volley-ball
- ANPA Association Nature et Patrimoine d'Apples et environs

### Musique
- Chœur d'hommes
- Chœur mixte Croque-Notes
- Groupe Folklorique « Trosse Cotellion »
- Société de Jeunesse
- Un orgue neuf a été créé dans le Temple en 1997[4].

## Transports
- Gare d'Apples sur la ligne ferroviaire du BAM
- Autoroute A1, sortie 15 (Morges ouest)

## Littérature
- A. Decollogny, Apples, 1945
- P. Bonard, Fontaines d'Apples, 1980
- P. Bonard, Les cloches d'Apples, 1981
- F. Besson, L'hôtel de Commune d'Apples, 1986
- N. Hofmann, Apples,  1991